# Kristen Skjeldal
Kristen Skjeldal (Voss, 27 marzo 1967) è un ex fondista norvegese.
È fratello di Gudmund, a sua volta fondista di alto livello.

## Biografia
In Coppa del Mondo ha ottenuto il primo risultato di rilievo l'11 marzo 1989 nella 30 km a tecnica libera di Falun (7°), e la prima vittoria, nonché primo podio, il 3 marzo 1991 nella 30 km a tecnica libera di Lahti.
In carriera ha preso parte a tre edizioni dei Giochi olimpici invernali, Albertville 1992 (38° nella 10 km, 20° nella 50 km, 1° nella staffetta), Lillehammer 1994 (18° nella 30 km) e Salt Lake City 2002 (3° nella 30 km, 22° nell'inseguimento, 1° nella staffetta), e a sette dei Campionati mondiali (7° nella 15 km di Val di Fiemme 1991 e nell'inseguimento e nella 50 km di Oberstdorf 2005 i migliori piazzamenti.
Dalla stagione 2006-2007 alla stagione 2015-2016 ha preso parte solamente a gare disputate in Norvegia, a ogni livello.

## Palmarès

### Olimpiadi
- 3 medaglie:
  - 2 ori (staffetta[1] ad Albertville 1992; staffetta a Salt Lake City 2002)
  - 1 bronzo (30 km a Salt Lake City 2002)

### Coppa del Mondo
- Miglior piazzamento in classifica generale: 4º nel 2002
- 24 podi (11 individuali, 13 a squadre[2]), oltre a quello conquistato in sede olimpica e valido ai fini della Coppa del Mondo:
  - 9 vittorie (1 individuale, 8 a squadre)
  - 5 secondi posti (2 individuali, 3 a squadre)
  - 10 terzi posti (8 individuali, 2 a squadre)

#### Coppa del Mondo - vittorie
| Data             | Luogo                      | Paese     | Disciplina                                                                 |
| ---------------- | -------------------------- | --------- | -------------------------------------------------------------------------- |
| 3 marzo 1991     | Lahti                      | Finlandia | 30 km TL                                                                   |
| 18 dicembre 1994 | Sappada                    | Italia    | 4x10 km TL (con Egil Kristiansen, Bjørn Dæhlie e Thomas Alsgaard)          |
| 24 marzo 1995    | Sapporo                    | Giappone  | 4x10 km (con Vegard Ulvang, Bjørn Dæhlie e Thomas Alsgaard)                |
| 15 dicembre 1996 | Brusson                    | Italia    | 4x10 km (con Egil Kristiansen, Anders Eide e Bjørn Dæhlie)                 |
| 26 novembre 2000 | Beitostølen                | Norvegia  | 4x10 km (con Tore Bjonviken, Odd-Bjørn Hjelmeset e Tor-Arne Hetland)       |
| 9 dicembre 2000  | Santa Caterina di Valfurva | Italia    | 4x5 km (con Frode Estil, Tor-Arne Hetland e Thomas Alsgaard)               |
| 10 marzo 2002    | Falun                      | Svezia    | 4x10 km (con Frode Estil, Anders Aukland e Thomas Alsgaard)                |
| 14 dicembre 2003 | Davos                      | Svizzera  | 4x10 km (con Anders Aukland, Frode Estil e Tor-Arne Hetland)               |
| 20 marzo 2005    | Falun                      | Svezia    | 4x10 km (con Jens Arne Svartedal, Odd-Bjørn Hjelmeset e Tore Ruud Hofstad) |

Legenda:

TC = tecnica classica

TL = tecnica libera

### Campionati norvegesi
- 7 medaglie[3]
  - 4 ori (50 km TL a Steinkjer 2001; 10 km TL, 50 km TL, inseguimento a Høydalsmo/Vang 2002)
  - 1 argento (inseguimento a Lillehammer 2005)
  - 2 bronzi (50 km TC, inseguimento a Trondheim 2003)